# NGC 3466
NGC 3466 ist eine Balken-Spiralgalaxie mit aktivem Galaxienkern vom Hubble-Typ SBab und Sternbild Löwe auf der Ekliptik. Sie ist schätzungsweise 435 Millionen Lichtjahre von der Milchstraße entfernt und hat einen Durchmesser von etwa 130.000 Lichtjahren. Wahrscheinlich bildet sie mit PGC 213759 ein gravitativ gebundenes Galaxienpaar.

Im selben Himmelsareal befinden sich u. a. die Galaxien NGC 3444, NGC 3467, NGC 3476, NGC 3477.
Das Objekt wurde am 18. Januar 1828 von John Herschel entdeckt.